# Stellar Kart
Gli Stellar Kart sono un gruppo musicale christian pop punk statunitense formatosi nel 2002 a Phoenix.

## Formazione

### Formazione attuale
- Adam Agee – voce, chitarra (2001-presente)
- Nick Baumhardt – chitarra, voce secondaria (2010-presente)
- Aleigh Shields – basso, voce secondaria (2012-presente)
- Jeremi Hough – batteria, percussioni (2011-presente)

### Ex componenti
- Tay Sitera – basso (2001-2005)
- Cody Pellerin – chitarra, voce secondaria (2001-2009)
- Jon Howard – chitarra (2009-2010)
- Jordan Messer – batteria, percussioni (2001-2011)
- Brian Calcara – basso, voce secondaria (2005-2011)

## Discografia

### Album in studio
- 2005 - All Gas. No Brake. (Word Records)
- 2006 - We Can't Stand Sitting Down (Word Records)
- 2008 - Expect the Impossible (Word Records)
- 2010 - Everything Is Different Now (INO Records)
- 2013 - All In (Inpop Records)

### Raccolte
- 2009 - Life Is Good: The Best of Stellar Kart (Word Records)

### EP
- 2011 - A Whole New World (INO Records)
- 2014 - Frozen EP (First Company Records)

### Singoli
- 2005 - Spending Time
- 2005 - Finish Last
- 2005 - Life is Good
- 2005 - Student Driver
- 2006 - Me and Jesus
- 2006 - Activate
- 2006 - Hold On
- 2007 - I Wanna Live
- 2008 - Jesus Loves You
- 2008 - Shine Like the Stars
- 2008 - Innocent
- 2008 - I Give Up
- 2009 - We Shine
- 2009 - Everything is Different Now
- 2010 - Something Holy
- 2013 - Time's Not Waiting

## Classifiche

### Album in studio
| Anno | Titolo                      | Classifiche | Classifiche | Classifiche | Classifiche | Classifiche |
| Anno | Titolo                      | US          | US Chr.     | US Alt.     | US Rock     | US Heat.    |
| ---- | --------------------------- | ----------- | ----------- | ----------- | ----------- | ----------- |
| 2006 | We Can't Stand Sitting Down | 135         | 5           | —           | —           | 3           |
| 2008 | Expect the Impossible       | 66          | 2           | 17          | 18          | —           |
| 2010 | Everything Is Different Now | —           | 23          | —           | —           | —           |
| 2013 | All In                      | —           | 45          | —           | —           | —           |

### EP
| Anno | Titolo                                                                             | Classifiche |
| Anno | Titolo                                                                             | US Chr.     |
| ---- | ---------------------------------------------------------------------------------- | ----------- |
| 2011 | A Whole New World - Data di pubblicazione: 26 luglio 2011 - Etichetta: INO Records | 43          |

### Singoli
| Anno | Titolo          | Classifiche | Album di provenienza        |
| Anno | Titolo          | US Chr.     | Album di provenienza        |
| ---- | --------------- | ----------- | --------------------------- |
| 2006 | Me and Jesus    | 18          | We Can't Stand Sitting Down |
| 2006 | Hold On         | 24          | We Can't Stand Sitting Down |
| 2008 | Jesus Loves You | 24          | Expect the Impossible       |
| 2009 | We Shine        | 43          | Everything Is Different Now |
| 2010 | Something Holy  | 23          | Everything Is Different Now |